# Mvume Dandala

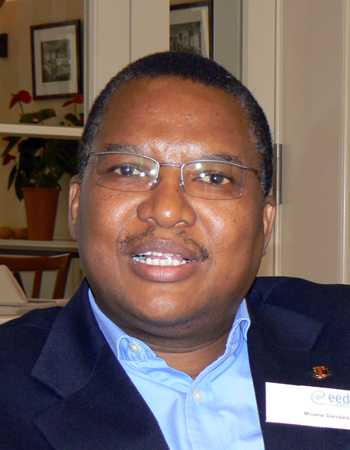
Mvume Dandala in Berlin

Hamilton Mvumelwano Dandala (* 26. Oktober 1951 in Mount Ayliff), zumeist als „Mvume Dandala“ bekannt, ist ein südafrikanischer Politiker und Kirchenführer.
Dandala studierte in Cambridge Theologie. Von 1996 bis 2003 war er präsidierender Bischof der Methodistischen Kirche in Südafrika und von 2003 bis 2008 Vorsitzender der Gesamtafrikanischen Kirchenkonferenz. Seine geistlichen Ämter legte er vor seiner Präsidentschaftskandidatur nieder.
Am 23. Februar 2009 wurde er für die Präsidentschaftswahl im April von der Partei Congress of the People (COPE) als Kandidat aufgestellt. Bei der Parlamentswahl in Südafrika 2009 erreichte COPE 7,42 % der Stimmen. Dandala wurde Fraktionsvorsitzender der erstmals im Parlament vertretenen Partei. Im Verlauf des Machtkampfes innerhalb der Partei zwischen Mosiuoa Lekota und Mbhazima Shilowa trat er mit Wirkung vom 15. Juli 2010 vom Fraktionsvorsitz und als Parlamentsmitglied zurück.
Die Universität von Transkei verlieh ihm 2003 die Ehrendoktorwürde in Philosophie und die Protestantische Universität von Kamerun 2005 in Theologie.
Dandala ist mit Ntombizodwa Ntukwana verheiratet und hat eine Tochter und einen Sohn.